# Manuel Belletti
Manuel Belletti (14 de outubro de 1985, Cesena, Itália) é um ciclista profissional que corre para a equipa Androni Giocattoli-Sidermec.

## Biografia
Em seu primeiro ano como profissional, em 2008, correu para a equipa Androni Giocattoli, onde conseguiu uma etapa da Clássico Ciclístico Banfoandes.Ao ano seguinte voltou a realizar uma boa temporada, ficando segundo no Giro de Toscana e no  G. P. de Fourmies. Em 2010, ganhou a sua vitória mais importante ao impor-se entre os escapados no Giro d'Italia, ganhando na localidade natal de Marco Pantani.

## Palmarés
2007
- Troféu Banca Popular de Vicenza

2008
- 1 etapa Clássico Ciclístico Banfoandes

2010
- 1 etapa do Giro d'Italia
- Coppa Bernocchi

2011
- 1 etapa do Giro de Reggio Calabria
- 1 etapa do Volta à Turquia
- 1 etapa do Brixia Tour

2012
- 1 etapa da Estrada do Sul

2014
- 1 etapa do Tour de Limousin

2015
- Grande Prêmio Costa dos Etruscos
- Dwars door Drenthe
- 1 etapa da Settimana Coppi e Bartali

2016
- 1 etapa da Settimana Coppi e Bartali

2018
- 1 etapa do Tour de Langkawi
- Tour do Hungria, mais 1 etapa
- 2 etapas do Tour de Hainan

2019
- 1 etapa do Giro de Sicília[3]
- 1 etapa do Tour de Bretaña

## Resultados nas grandes voltas
| Carreira           | 2008 | 2009 | 2010 | 2011 | 2012 | 2013 | 2014 | 2015 | 2016 | 2017 | 2018 | 2019 |
| ------------------ | ---- | ---- | ---- | ---- | ---- | ---- | ---- | ---- | ---- | ---- | ---- | ---- |
| Giro d'Italia      | -    | -    | Ab.  | Ab.  | Ab.  | 144º | Ab.  | Ab.  | Ab.  | -    | 123º |      |
| Tour de France     | -    | -    | -    | -    | -    | -    | -    | -    | -    | -    | -    | -    |
| Volta a Espanha    | -    | -    | -    | -    | -    | -    | -    | -    | -    | -    | -    | -    |
| Mundial em Estrada | -    | -    | -    | -    | -    | -    | -    | -    | -    | -    | -    | -    |

-: não participa

Ab.: abandono